# Čichavec medový
Čichavec medový (Trichogaster chuna, často též Colisa chuna) je labyrintní paprskoploutvá ryba z čeledi guramovití (Osphronemidae). Pochází ze sladkých vod Indie a Bangladéše.

## Chov v akváriu
Čichavec medový je spokojený v mělké a dobře zarostlé nádrži s plovoucími rostlinami a vodou o teplotě 22-28 °C.